# Epischura udylensis
Epischura udylensis is een eenoogkreeftjessoort uit de familie van de Temoridae. De wetenschappelijke naam van de soort is voor het eerst geldig gepubliceerd in 1947 door Borutsky.